# Justicia spicigera
El mucle, muicle o muitle (Justicia spicigera), también conocida como moyotli, moyotle, sangre de Cristo o ych-kaan, es una especie perteneciente a la familia de las acantáceas. Este arbusto llega a medir hasta 16 m de alto con flores de color amarillo y rojo colgando del tallo. En México se distribuye de Sonora hasta el sureste y en el Golfo de carrasquilla, desde Tamaulipas hasta Yucatán. Se utiliza para distintos remedios medicinales enfocados a enfermedades respiratorias, cutáneas y gástricas entre otras. De igual forma, sus hojas y tallos machacados son usados como tintes naturales.

## Distribución
Es nativa de Belice, Costa Rica, El Salvador, Guatemala, Honduras, México y Nicaragua.
En México se distribuye a ambos litorales llegando a la península de Yucatán así como en los estados del centro del país.

## Descripción

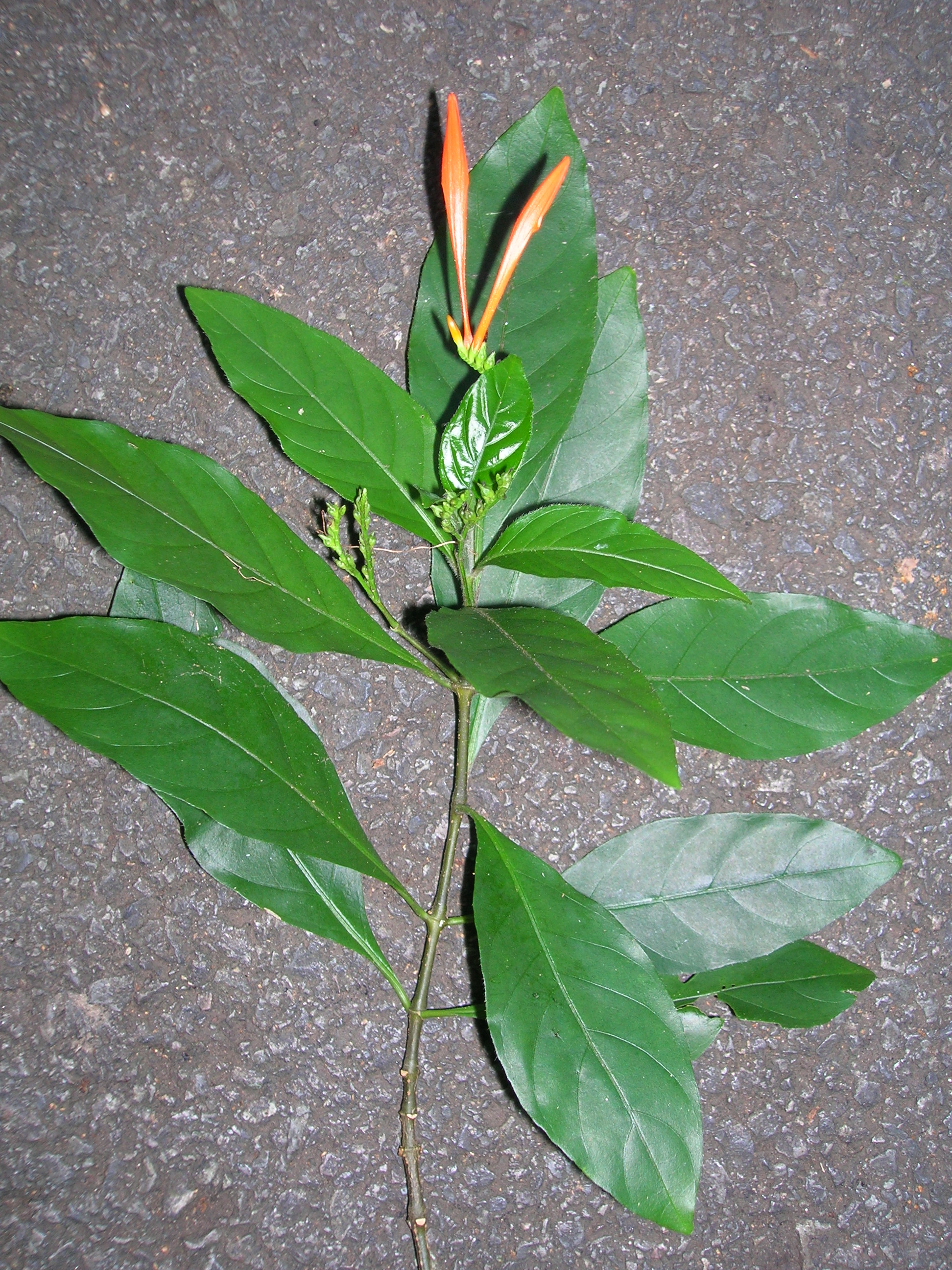
Hojas con flor

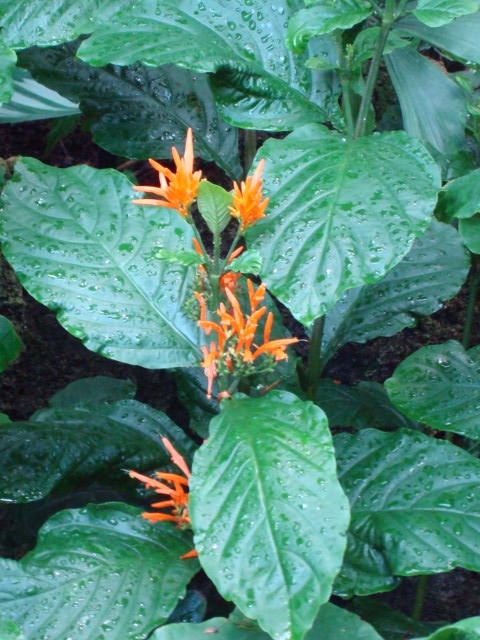
Vista de la planta

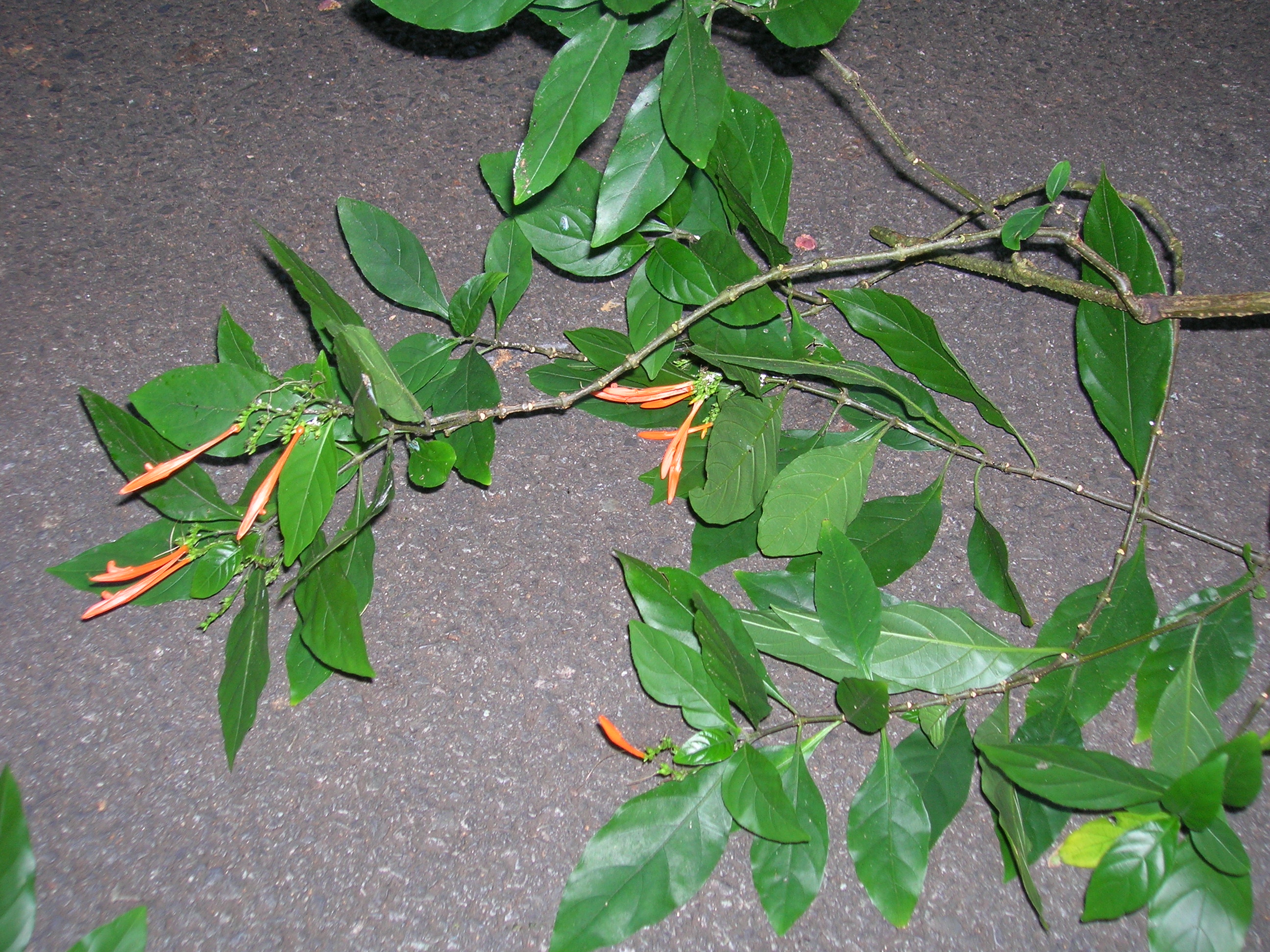
Hojas

Las hojas son de color verde oscuro de 7 cm aproximados de largo. La flor es de color uniforme, en tonalidades amarillentas y rojas, las cuales cuelgan del tallo por lo que de ahí proviene el característico nombre de trompetilla.
El fruto es mediano, de forma semiesférica y consistencia semileñosa, de 7 a 10 cm de diámetro y semillas pequeñas con sabor semidulce.
Son arbustos erectos o escandentes, que alcanza hasta 5 m de alto. Los tallos jóvenes son cuadrangulares, pubérulos a lo largo de 2 líneas. Las hojas ovadas, de 6,5 a 17 cm de largo y 3,5 a 9 cm de ancho, el ápice acuminado, la base atenuada, las hojas secas frecuentemente negro-purpúreas; con pecíolos de 0,5 a 1 cm de largo. Las inflorescencias en forma de panículas espigadas laxas, terminales y axilares, secundifloras, de hasta 10,5 cm de largo, con pedúnculos de 1,7 a 4 cm de largo, brácteas subuladas, de 1 a 1,5 mm de largo; sépalos 5, subulados, 2,5 a 3 mm de largo, glabros; corola 35 a 44 mm de largo, glabra, anaranjada, el labio inferior enrollado; estambres con tecas subiguales, basalmente apiculadas. Los frutos de 17 mm de largo, glabros.

## Propiedades
- En la antigüedad las hojas eran usadas para curar la disentería.[4]
- En la actualidad, los curanderos afirman que utilizan las hojas (haciendo un té y tomándolo dos o tres veces al día) como remedio para el dengue y para controlar las afecciones cardíacas; y utilizan el fruto para afecciones respiratorias (como asma y tos).[4]
- Se supone que ayuda a la circulación de la sangre.[4]

En los estados de México, Hidalgo, Michoacán, Morelos y Quintana Roo se emplea el cocimiento de las hojas o ramas en problemas de la sangre en general, ya sea para purificarla, desintoxicarla, componerla, aumentarla o clarificarla.  Se emplea por tanto en casos de erisipela, sífilis, tumores o granos difíciles de curar. Para ello, beben la infusión color violeta rojizo, de ramas y flores. Además, está indicada para la presión arterial.
El cocimiento de las hojas o ramas y en ocasiones de la flor, se ingiere para malestares relacionados con el aparato digestivo, como dolor de estómago, diarrea y disentería. El cocimiento para la diarrea, se elabora junto con guayaba (Psidium guajava), ajenjo y toronjil (Agastache mexicana) y se toma en ayunas. A los niños se les da por cucharadas el cocimiento de las hojas, como digestivo y contra el estreñimiento.
Para padecimientos femeninos como cólicos o dolores menstruales, con el cogollo (ramas tiernas) se prepara una bebida a manera de té que se toma varias veces al día; como antidismenorreico, la bebida se prepara con la flor y hojas de la planta; contra el cáncer de matriz, se elabora junto con matlalina morada (Commelina erecta) y xihualhihuitl (sp. n/r.); para baños después del parto , el muicle se combina con chaca (Bursera simaruba), cordoncillo (Piper amalago), orcajuda blanco (Cestrum dumetorum) y piochi (Melia azedarach).
Se usa también en algunos padecimientos respiratorios como tos, bronquitis y constipación.
Se utiliza como desinfectante en enfermedades de la piel. Para los granos se aplica de manera local la planta entera. Para sabañones (pequeñas erupciones que salen en las piernas y pies debido al contacto con agua encharcada y sucia que se encuentra generalmente en los potreros; hay inflamación de pies y escozor), que deben tratarse tan pronto se detecten, pues se corre el riesgo de una infección más profunda, se lavan las piernas y pies con el agua lo más caliente que se soporte, de la infusión preparada con ramas de muicle, capulín agarroso (Conostegia xalapensis), aguacate (Persea americana), hierba del zorrillo (Dyssodia porophyllum) guayaba, tabaco, y ajo (spp. n/r). Luego, se frotarán con refino, se aplicará aceite de comer en las partes más afectadas y se cubren con un trapo limpio y delgado. Se harán tres lavados o más, si persiste la infección.
Historia
En el siglo XVI, Francisco Hernández de Toledo relata que se le emplea como antidisentérico, antiescabiático, antigonorreico, antipirético y para las metrorragias.
La Sociedad Mexicana de Historia Natural, en el siglo XIX, lo señala como antidisentérico.
Ya en el siglo XX, Maximino Martínez cita los usos siguientes: antidisentérico, antiepiléptico, antiescabiático, apoplejía, estimulante, para las metrorragias y fortalecer los nervios. Finalmente, Luis Cabrera de Córdoba lo consigna como antidiarreico, antiespasmódico y útil durante la menopausia.

## Taxonomía
Justicia spicigera fue Diederich Franz Leonhard von Schlechtendal y publicado en Linnaea 7(3): 395–396, en 1832.

#### Etimología
Justicia: nombre genérico otorgado en honor de James Justice (1730-1763), horticultor escocés.
spicigera: epíteto latino 

#### Sinonimia
- Jacobinia atramentaria (Benth.) S.F.Blake
- Jacobinia mohintli (Nees) Hemsl.
- Jacobinia neglecta (Oerst.) A.Gray
- Jacobinia scarlatina S.F. Blake
- Jacobinia spicigera (Schltdl.) L.H.Bailey
- Justicia atramentaria Benth.
- Justicia liebmanii V.A.W.Graham
- Justicia scarlatina (S.F. Blake) V.A.W. Graham
- Sericographis moctli Nees
- Sericographis mohintli Nees
- Sericographis neglecta Oerst[7]

## Nombres comunes
Recibe varios nombres:
- moyotle, moyotli,  muicle, muitle, trompetilla, ych-kaan (en idioma maya)